# TOKYOプラスティック少年
「TOKYOプラスティック少年」（トウキョウプラスティックしょうねん）は、男闘呼組の10枚目のシングル。1993年8月21日、BMGビクター/ariolaから発売された。

## 内容
コンピレーション・アルバム『TOKYO 〜都制50周年記念アルバム〜』からのリカットシングルで、活動休止後リリースした事実上最後のシングル。
BMGビクター内の「ariola」レーベルから発売された最初で最後のシングルとなった。
シングル化の際に、上記アルバム収録時にあったイントロ部分が、30秒以上削られている。
アルバム『ロクデナシ』と同時発売でカップリングの「見えない虚像」が収録されている。また、同アルバム収録の｢ジャニーズ A GO GO｣は｢東京プラスティック少年｣の同曲に別歌詞をのせたものとなっている。
これまでのロックとは大きく異なり、打ち込みサウンド、ブルージー、ラップを3種混合した作品になっている。

## 販売形態
| 規格 | 発売日        | リリース           | 品番     | 備考                                      |
| ---- | ------------- | ------------------ | -------- | ----------------------------------------- |
| CD   | 1993年8月21日 | BMGビクター/ariola | BVDR-189 | 1：東京プラスティック少年 2：見えない虚像 |

## 収録曲
1. TOKYOプラスティック少年
作詞・作曲:ヤズカ 編曲:男闘呼組&ゲーリー・チョビ
2. 見えない虚像
作詞・作曲:岡本健一 編曲:男闘呼組

## 参加ミュージシャン
- 前田耕陽 - ボーカル、キーボード
- 成田昭次 - ボーカル、ギター
- 高橋和也 - ボーカル、ベース
- 岡本健一 - ボーカル、ギター

## 収録アルバム
- TOKYOプラスティック少年
  - オムニバスアルバム『TOKYO 〜都制50周年記念アルバム〜』（1993年）
  - HIT COLLECTION（1999年）
- 見えない虚像
  - ロクデナシ（1993年）